# Xã Johnson, Quận St. Francis, Arkansas
Xã Johnson (tiếng Anh: Johnson Township) là một xã thuộc quận St. Francis, tiểu bang Arkansas, Hoa Kỳ. Năm 2010, dân số của xã này là 2.121 người.